# Euphorbia alluaudii
Euphorbia alluaudii is een plantensoort uit de familie Euphorbiaceae. De soort is endemisch in Madagaskar.

## Verspreiding
Deze soort telt twee ondersoorten:
- Euphorbia alluaudii subsp. alluaudii
- Euphorbia alluaudii subsp. oncoclada

De eerste ondersoort komt voor in Zuidwest-Madagaskar en meer landinwaarts in het zuidelijke Centraal Hoogland. Hij groeit daar tussen het doornig struikgewas.
De tweede ondersoort komt voor in de regio tussen Toliara en Saint Augustin en op hoge plateaus landinwaarts. In de omgeving van Toliara komt deze ondersoort regelmatig voor, maar landinwaarts zijn de habitats zeer versnipperd. Daar wordt de soort onder andere ook bedreigd door habitatsvernietiging voor mijnbouw en houtskoolproductie. De soort staat op de Rode Lijst van de IUCN geklasseerd als 'niet bedreigd'.

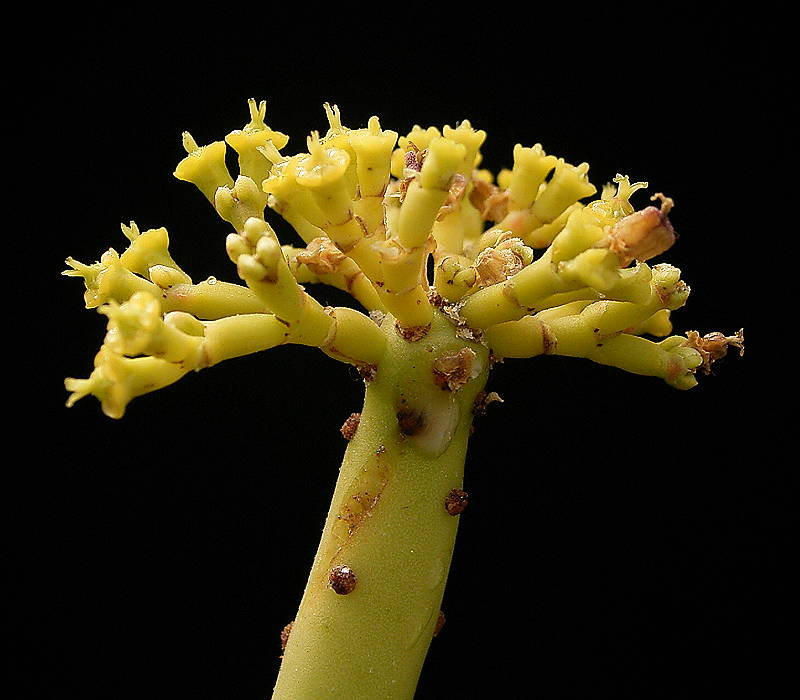
Bloem van Euphorbia alluaudii

... · 
E. abdelkuri · 
E. abyssinica · 
E. acanthothamnos · 
E. actinoclada · 
E. adenopoda · 
E. alcicornis · 
E. alfredii · 
E. alluaudii · 
E. ambarivatoensis · 
E. ambovombensis · 
E. amygdaloides (Amandelwolfsmelk) · 
E. analalavensis · 
E. ankaranae · 
E. ankarensis · 
E. ankazobensis · 
E. antiquorum · 
E. antso · 
E. aprica · 
E. arahaka · 
E. aureoviridiflora · 
E. balsamifera · 
E. banae · 
E. beharensis · 
E. bemarahaensis · 
E. benoistii · 
E. berorohae · 
E. biaculeata · 
E. boissieri · 
E. boiteaui · 
E. boivinii · 
E. bongolavensis · 
E. bosseri · 
E. brachyphylla · 
E. caducifolia · 
E. candelabrum · 
E. cap-saintemariensis · 
E. capmanambatoensis · 
E. capuronii · 
E. caput-aureum · 
E. cedrorum · 
E. cyparissias (Cipreswolfsmelk) · 
E. dulcis (Zoete wolfsmelk) · 
E. epithymoides (Kleurige wolfsmelk) · 
E. erythraea ·
E. esula (Heksenmelk) · 
E. exigua (Kleine wolfsmelk) · 
E. handiensis ·
E. helioscopia (Kroontjeskruid) · 
E. ingens · 
E. lacei · 
E. lactea · 
E. lathyris (Kruisbladige wolfsmelk) · 
E. leuconeura · 
E. neriifolia · 
E. officinarum · 
E. palustris (Moeraswolfsmelk) · 
E. paralias (Zeewolfsmelk) · 
E. peplus (Tuinwolfsmelk) · 
E. platyphyllos (Brede wolfsmelk) · 
E. portlandica (Kustwolfsmelk) · 
E. pulcherrima (Kerstster) · 
E. regis-jubae · 
E. resinifera · 
E. royleana · 
E. seguieriana (Zandwolfsmelk) · 
E. stenoclada · 
E. stricta (Stijve wolfsmelk) · 
E. tirucalli · 
E. verrucosa (Wrattige wolfsmelk) · 
E. waringiae · 
...